# 杉岡英樹
杉岡 英樹（すぎおか ひでき、1975年8月19日 - ）は、NHKのアナウンサー。

## 人物
埼玉県坂戸市立泉中学校、埼玉県立川越高等学校、早稲田大学政治経済学部を卒業、1999年にNHKへ入局。

## 現在の担当番組
- 鳥取県・山陰地方のニュース
- いろ★ドリ（編集責任者）
- ひるまえ直送便・鳥取（編集責任者）
- さんいんスペシャル（編集責任者）
- さんいんNEWS645（不定期）
- とっとりNEWS845（不定期）
- アナウンスグループ統括
- 鳥取放送局制作番組の編集責任者
- 緊急報道（鳥取放送局発）
- 各種スポーツ中継

## 過去の担当番組
佐賀放送局時代（1999年度 - 2003年度）
- SP5（キャスター）
- 佐賀県のニュース・中継・リポート

山形放送局時代（2004年度 - 2006年度）
- やまナビ（リポーター・スポーツコーナー）
- 山形県のニュース・中継・リポート

仙台放送局時代（2007年度 - 2010年度）
- 宮城県・東北地方のニュース・中継・リポート
- NHKニュースおはよう日本スポーツコーナー（2010年9月13日 - 17日）望月啓太の代理キャスター

東京アナウンス室時代（1度目）（2011年度 - 2014年度）
- スポーツドミンゴメインキャスター（2011年4月 - 2012年3月）
- ここが聞きたい!名医にQ司会（2012年4月 - 2013年3月）
- きょうの健康司会（2012年4月 - 2013年3月）
- ニュースウオッチ9（2012年8月13日 - 17日・2013年3月12日 - 14日、廣瀬智美のスポーツコーナー代行）
- NHKプロ野球

水戸放送局時代（2015年度 - 2018年度）
- ひるブラ（2018年3月5日、6日）
- いば6（いばスポ!、キャスター代行など）
- 茨城ニュース845（不定期）
- 茨城県のニュース
- 2016年4月の熊本地震発生直後、熊本放送局に応援で派遣され、災害情報を中心にローカルニュースを担当した。

東京アナウンス室時代（2度目）（2019年度 - 2020年度）
- 勝利の条件 スポーツイノベーション（BS1 2019年6月 - 2020年8月、司会）
- NHKラジオニュース(R1、FM) 正午、13時、15時、NHKきょうのニュース（19:00 - 19:15）担当（2021年1月24日）
- 2019年10月の令和元年東日本台風（台風19号）では、過去に在籍していた水戸放送局に応援で派遣され、災害情報を中心にローカルニュースを担当した。

G-Media出向時代（2021年度 - 2022年7月）
- ニュースウオッチ9（2021年5月31日 - 6月4日）田所拓也の代理でスポーツコーナーを担当。代理中は注目ポイントを紹介するコーナー「田所のみどころ」が「スギオシ」となった。
- Jリーグタイム（アナウンサー週替制）

松山放送局時代（2022年8月 - 2024年7月 ）
- 愛媛県・四国地方のニュース
- ひめポン!845（不定期）
- ひめポン!645（不定期）
- おはよう四国（不定期）
- 各種スポーツ実況

鳥取放送局時代（2024年8月 -  ）

## 主な実況実績
サッカーW杯
- 2022年、カタール大会現地実況 - 決勝トーナメント3試合(録画含む)[1]を担当

## 同期のアナウンサー
- 有田雅明
- 一橋忠之
- 今城和久
- 今道琢也（退職）
- 北野剛寛
- 古賀一
- 小松宏司（退職）
- 佐藤龍文
- 高瀬耕造
- 高山真樹
- 近田雄一
- 塚原泰介
- 塚本貴之
- 内藤裕子（退職→フリー）
- 永松隆太朗
- 船岡久嗣（退職）
- 山田賢治